# Kamenicai halomsír
A kamenicai halomsír (albán tuma e Kamenicës) régészeti helyszín Albánia délkeleti részén, Korçától délnyugati irányban, légvonalban és közúton egyaránt 10 kilométerre. Az ország legnagyobb, a bronzkor kései szakaszától, az i. e. 13. századtól az i. e. 6. század közepéig használatban lévő halomsírja.

## Fekvése
Kamenica falu a Korçai-medence déli peremén, a Dunavec forrásvidékén, a Maja e Lajthisë e Madhë (’a nagy törökmogyorófa-hegy’) délkeleti lábánál terül el. A település nyugati peremén fut a Korçát Tepelenával összekötő SH75-ös jelű főút. Az ókori halomsír és a mellette létesített múzeumi kiállítóhely a főút keleti oldalán, a Kamenicába vezető bekötőút közelében található. A helyszín és a mellette felépített kiállítóterem régészeti tárlata belépti jegy ellenében látogatható.

## Feltárása
A halomsírt az 1990-es évek elején fedezték fel, de ásatása csak azután indult meg, hogy 1997-től a környék lakossága jelentős károkat okozva megbontotta a temetkezési helyet. 2000 és 2003 között a tiranai Régészeti Intézet (Instituti i Arkeologjisë) részéről Skënder Aliu, az Albán Régészet Nemzetközi Központja (Qendra Ndërkombëtare për Arkeologjinë Shqiptare) oldaláról pedig Lorenc Bejko és Maria Grazia Amore vezetésével zajlott le a feltárómunka, amelybe idővel Todd Fenton irányításával a Michigani Állami Egyetem antropológusai is bekapcsolódtak. A kamenicai – a lofkëndi halomsír feltárása mellett – a korszerű tudományos követelményeknek megfelelő egyik első albániai ásatás volt, amelynek során az emberi maradványok teljes körű bioarcheológiai – antropológiai, oszteológiai és genetikai – kiértékelésére is sor került. Ennek eredményeként átfogó képet nyertek a korabeli népesség demográfiai, társadalmi, fiziológiai és egészségügyi profiljáról, valamint kísérletet tettek etnogenetikai kapcsolódási pontjaik feltérképezésére is.

## Régészeti leírása
Az albániai bronz- és vaskori halomsírok sorában a legnagyobbként tartják számon a kamenicait, amely balkáni viszonylatban is tekintélyes méretűnek számít. Az elliptikusan megnyúlt halomsír kelet–nyugati tengelye 75, míg észak–déli tengelye 44 méteres, magassága pedig eléri a 3 métert. 395 sírjában 420 ember maradványait különítették el, a sírmellékletek tételszáma pedig meghaladja a 3500-at.
A vizsgálatok során az i. e. 13–6. században használt halomsír kialakulásának három történeti korszakát különítették el. A legkorábbi, központi sírt a bronzkor végére, az i. e. 13. század végére keltezték. A sírhely egy fiatal férfi nyughelyéül szolgált és egy kettős koncentrikus kőkör vette körbe, 12,5, illetve 13 méteres átmérővel, amelyek ilyenformán egy 40-50 centiméteres szélességű körkörös ösvényt alkottak a sír körül. Az ismert albániai párhuzamoktól eltérően a sírkamrát csupán földdel fedték le, amelybe sem köveket, sem törött cserépdarabokat nem kevertek; ez maradt az elhantolási eljárás egészen a halomsír történetének utolsó szakaszáig, az i. e. 7. századig. Az elkövetkező fél évszázadból, nagyjából az i. e. 1200–1150 közötti időszakból további 35 temetkezés nyomait tárták fel a régészek. Ezek még nem nőttek túl az eredeti kettős kőkörön, az újabb sírok azon belül maradva kerültek egymás mellé és fölé. Ezt követően, a vaskor i. e. 1150–700 között eltelt évszázadaiban azonban az egyre nagyobb méreteket öltő halomsír elfedte a kőköröket is. Ebben az időszakban mintegy 200 további sírt alakítottak ki, amelynek eredményeként a kör alaprajzú halomsír átmérője elérte a 40-50, magassága pedig a 3 métert. Az i. e. 7. század közepétől az i. e. 6. század közepéig tartó harmadik korszakban a demográfiai robbanás jeleként 150-200 további sírt toldottak a dombhoz, ezek szerkezeti sajátosságaikat és kialakításukat tekintve azonban jelentősen eltértek a korábbi sírhelyektől. A főként a halomsír keleti és déli irányú megtoldásaként 2,5-3,0 méteres átmérőjű, kör vagy félkör alaprajzú, kőből felfalazott és föld helyett kisebb kövekkel betakart sírokat hoztak létre, ezzel létrejött a halomsír ma ismert végső formája.
- A halomsír makettje
- Rekonstruált sír a kiállítási épületben
- A halomsírból előkerült fejsze és bronzfibula

A temetkezési szokásokat tekintve megállapították, hogy bár a hamvasztás szokása elenyésző arányban jelen volt valamennyi korszakban, a korai évszázadokban jellemzően a környék népe ún. zsugorított helyzetben, később, az érett vaskor évszázadaiban pedig már döntően kinyújtott végtagokkal helyezte nyugalomra halottait. A hamvasztásos temetések egy részéről az égett agyagnyomok alapján megállapítható, hogy a holttest elégetésére magában a sírgödörben került sor, az i. e. 7–6. században pedig gyakran urnában gyűjtötték össze a hamvakat. A kőből felfalazott kései sírokat nem tekintve a sírvermek egyszerű, csupasz gödrök voltak, amelyet a korai időszakban még gyakran béleltek deszkával. Alapvetően az egyéni temetkezés volt a jellemző, de elvétve előfordulnak kettős sírhelyek is.
A 395 sír között vannak melléklet nélküliek is, de általánosságban elmondható, hogy a 3500 tételesre rúgó tárgyi anyag jelentős, különösen agyagedényekben és ékszerekben gazdag, a fegyverek kevésbé számottevőek. A testékszerek és ruhadíszek anyaga változatos, többségük bronzból, vasból és csontból készült, de szép számban találtak ezüst-, arany- és borostyánékeket is. A kamenicai sírmellékletek sajátossága, hogy más korabeli albániai sírokkal szemben teljesen hiányoznak a bronzfegyverek, az előkerült kardok, tőrök, kések és dárdahegyek vasból készültek.
A bioarcheológiai vizsgálatok 420 emberi maradványt különítettek el, akik közül 342 volt felnőttkorú. A teljes csontvázak vagy akár épen fennmaradt koponyák ritkák, sok esetben csak a megmaradt fogazat szolgált az antropológiai és genetikai vizsgálatok alapjául. Ezek eredményeként el tudták különíteni az egymással rokonságban álló emberek sírcsoportjait, egyúttal arra is részleges választ kaptak, hogy etnogenetikai szempontból a népesség összetétele változatos eredetű volt, és a modern kamenicai lakossággal csak részleges egyezéseket mutat.